# Ronald Toby
Ronald P. Toby (1942) est un historien, écrivain, universitaire et japonologue américain, titulaire en 1977 d'un doctorat en histoire du Japon de l'université Columbia.
En tant que professeur, Ronald Toby a enseigné dans les universités de Berkeley, Keiō et Tokyo.
Les travaux du professeur Toby ont trait aux questions relatives à la période pré-moderne et aux débuts du Japon moderne.

## Publications (sélection)
Les écrits publiés de R.Toby comprennent 18 ouvrages dans 33 publications en 3 langues.
- 2004 ; Emergence of Economic Society in Japan, 1600-1870 avec Hayami Akira et Osamu Saitō. Oxford: Oxford University Press.  (ISBN 0198289057 et 9780198289050); OCLC 53388426
- 1983 ; State and Diplomacy in Early Modern Japan: Asia in the Development of the Tokugawa Bakufu. Princeton: Princeton University Press.  (ISBN 0-691-05401-0 et 978-0-691-05401-8); OCLC 182640041
- 1977 ; The Early Tokugawa Bakufu and Seventeenth Century Japanese Relations with East Asia. Ph.D. thesis, Columbia University. OCLC 6909487
- 1974 ; Korean-Japanese Diplomacy in 1711: Sukchong's Court and the Shogun's Title.  M.A. thesis, Columbia University. OCLC 45788706